# Руппрехт Шток
Руппрехт Шток (нім. Rupprecht Stock; 16 лютого 1906, Франкфурт-на-Майні — 3 грудня 2002) — німецький офіцер-підводник, капітан-лейтенант крігсмаріне. Кавалер Німецького хреста в золоті.

## Біографія
3 квітня 1937 року вступив на флот. З 7 травня 1943 по липень 1944 року — командир підводного човна U-214, на якому здійснив 4 походи (разом 236 днів у морі), з серпня 1944 по 12 травня 1945 року — U-218, на якому здійснив 2 походи (разом 93 дні в морі).
Всього за час бойових дій потопив 2 кораблі загальною водотоннажністю 1725 тонн і пошкодив 1 корабель водотоннажністю 6597 тонн. Всі 3 кораблі підірвались на підводних мінах.
| Дата           | Назва корабля             | Тип               | Тоннаж | Вантаж                      | Екіпаж | Загинули | Країна             |
| -------------- | ------------------------- | ----------------- | ------ | --------------------------- | ------ | -------- | ------------------ |
| 20 червня 1943 | Santa Maria (пошкоджений) | Торговий пароплав | 6,507  | 450 тонн сизалевого прядива | 87     | 1        | США                |
| 14 жовтня 1943 | USS Dorado (SS-248)       | Підводний човен   | 1,525  |                             | 77     | 77       | США                |
| 20 квітня 1945 | Ethel Crawford            | Паровий траулер   | 200    |                             | 10     | 10       | Британська імперія |

## Звання
- Кандидат в офіцери (3 квітня 1937)
- Морський кадет (21 вересня 1937)
- Фенріх-цур-зее (1 травня 1938)
- Оберфенріх-цур-зее (1 липня 1939)
- Лейтенант-цур-зее (1 серпня 1939)
- Оберлейтенант-цур-зее (1 вересня 1941)
- Капітан-лейтенант (1 червня 1944)

## Нагороди
- Залізний хрест 2-го і 1-го класу
- Нагрудний знак підводника
- Німецький хрест в золоті (18 серпня 1944)